# Spilosmylus kruegeri
Spilosmylus kruegeri là một loài côn trùng trong họ Osmylidae thuộc bộ Neuroptera. Loài này được Esben-Petersen miêu tả năm 1914.